# Saints of Los Angeles
A Saints of Los Angeles a Mötley Crüe nevű amerikai hard rock, heavy metal együttes 2008-ban kiadott kilencedik stúdióalbuma. A Crüe a többéves botladozások után ezzel az albummal lett ismét sikeres. Főbb számai a címadó dal, a Saints of Los Angeles és a Mutherfucker of the Year,  melyekből videóklipet is készítettek.

## Borító
A borítón fehér háttérrel négy meztelen nő látható, akik a lábaikkal egybekapaszkodva és a kezeikkel egy keresztet alkotnak. E fölött a kereszt fölött van felírva a zenekar neve, alatta pedig az albumé.

## Az album dalai
1. L.A.M.F.
2. Face Down in the Dirt
3. What's It Gonna Take
4. Down at the Whisky
5. Saints of Los Angeles
6. Mutherfucker of the Year
7. The Animal in Me
8. Welcome to the Machine
9. Just Another Psycho
10. Chicks = Trouble
11. This Ain't a Love Song
12. White Trash Circus
13. Goin' out Swingin'